# Raised by Wolves - Una nuova umanità
Raised by Wolves - Una nuova umanità (Raised by Wolves) è una serie televisiva statunitense di fantascienza, creata da Aaron Guzikowski che ha debuttato su HBO Max il 3 settembre 2020.
I primi due episodi sono stati diretti da Ridley Scott, che è anche uno dei produttori esecutivi della serie. Nel settembre 2020 la serie è stata rinnovata per una seconda stagione, distribuita dal 3 febbraio 2022. Il 3 giugno 2022 Abubakar Salim ha dichiarato che la Warner non produrrà una terza stagione, citando la fusione tra WarnerMedia e Discovery come ragione.

## Trama
Nel XXII secolo, due androidi (Madre e Padre), in fuga con degli embrioni umani da una Terra devastata dalla guerra, hanno il compito di crescere bambini umani in un misterioso pianeta (Kepler-22 b). Dopo alcuni anni, solo uno dei bimbi sopravvive e si scopre che sul pianeta sono presenti altri terrestri, anch'essi fuggiti. Se da un lato la colonia umana minaccia di essere distrutta dalle differenze religiose interne ad essa, dall’altro lato gli androidi imparano che controllare le credenze degli esseri umani è un compito arduo e pericoloso.

## Episodi
| Stagione         | Episodi | Pubblicazione USA | Prima TV Italia |
| ---------------- | ------- | ----------------- | --------------- |
| Prima stagione   | 10      | 2020              | 2021            |
| Seconda stagione | 8       | 2022              | 2022            |

## Personaggi e interpreti

### Principali
- Madre/Lamia (stagioni 1-2), interpretata da Amanda Collin, doppiata da Valentina Favazza.
Potente androide da guerra conosciuto come Negromante, riprogrammato per crescere bambini umani sul pianeta vergine Kepler-22b e fondare una colonia atea.
- Padre (stagioni 1-2), interpretato da Abubakar Salim, doppiato da Andrea Mete.
Androide di servizio riprogrammato per proteggere e sostentare la colonia.
- Campion (stagioni 1-2), interpretato da Winta McGrath, doppiato da Valeriano Corini.
Più giovane dei sei bambini nati da embrioni portati su Kepler-22b da Madre e Padre e unico sopravvissuto.
- Marcus Drusus/Caleb (stagioni 1-2), interpretato da Jack Hawkins (stagione 1) e Travis Fimmel (stagioni 1-2), doppiato da Simone D'Andrea.
Soldato ateo e compagno di Mary. Dopo aver ucciso una coppia di agenti mitraici, Marcus e Sue, sulla Terra; Caleb e Mary hanno alterato il proprio aspetto, grazie ad una plastica facciale effettuata da un androide, per somigliare alla coppia e poter salire sull'arca.
- Sue/Mary (stagioni 1-2), interpretata da Sienna Guillory (stagione 1) e Niamh Algar (stagioni 1-2), doppiata da Domitilla D'Amico.
Medico e soldato ateo e compagna di Caleb.
- Tempest (stagioni 1-2), interpretata da Jordan Loughran, doppiata da Vittoria Bartolomei.
Sopravvissuta ad una missione mitraica e allo schianto dell'Arca.
- Paul (stagione 1-2), interpretato da Felix Jamieson, doppiato da Arturo Sorino.
Figlio biologico di Marcus e Sue, cresciuto da Caleb e Mary come proprio.
- Hunter (stagioni 1-2), interpretato da Ethan Hazzard, doppiato da Giulio Bartolomei.
Uno dei giovani sopravvissuti dell'Arca.
- Holly (stagioni 1-2), interpretata da Aasiya Shah, doppiata da Chiara Fabiano.
Una delle bambine sopravvissute dell'Arca.
- Vita (stagioni 1-2), interpretato da Ivy Wong.
Una delle bambine sopravvissute dell'Arca.
- Lucius (stagioni 1-2), interpretato da Matias Varela, doppiato da Raffaele Carpentieri.
Fedele soldato mitraico e sopravvissuto allo schianto dell'Arca.
- Cleaver (stagione 2), interpretato da Peter Christoffersen, doppiato da Alessio Cigliano.
Veterano della guerra sulla Terra e comandante dei soldati della colonia atea nella zona tropicale.
- Tamerlane (stagione 2), interpretato da James Harkness, doppiato da Andrea Lavagnino.
Soldato ateo e nuovo alleato di Marcus.
- Decima (stagione 2), interpretata da Kim Engelbrecht, doppiata da Federica De Bortoli.
Ex scienziata e creatrice di armi sulla Terra, viene salvata fuori dalla colonia insieme a Vrille da Marcus.
- Vrille (stagione 2), interpretata da Morgan Santo, doppiata da Carolina Gusev
Androide umanoide creata per assomigliare alla vera figlia di Decima.
- Nerva (stagione 2), interpretata da Jennifer Saayeng, doppiata da Eva Padoan.
Dura donna atea che gestisce una rete clandestina di beni e servizi.
- Nonna (stagione 2), interpretata da Selina Jones, doppiata da Barbara De Bortoli.
Androide pastore che garantisce la vita eterna degli esseri umani. Risvegliato da Padre, è stata costruita centinaia di anni prima dai membri della civilizzazione perduta di Kepler-22 b.

### Ricorrenti
- Campion Sturges (stagione 1), interpretato da Cosmo Jarvis, doppiato da Edoardo Stoppacciaro.
Ex scienziato mitraico che ha cambiato il suo destino, lotta per la causa degli atei ed è il creatore di Madre.
- La Fiducia (stagione 2), doppiato da Michael Pennington.
Computer, era l'amministratore del dominio ateo.

## Distribuzione
Il 29 ottobre 2019, è stato annunciato che la serie sarebbe stata distribuita dal servizio streaming di WarnerMedia HBO Max, dal 3 settembre 2020. In Canada, la serie ha debuttato il 3 settembre 2020 su CraveTV e CTV Sci-Fi Channel. In Australia, è trasmessa dallo stesso giorno su Fox Showcase. In Italia va in onda su Sky Atlantic dall'8 febbraio 2021.

## Accoglienza
Sull'aggregatore di recensioni Rotten Tomatoes la prima stagione ottiene il 74% delle recensioni professionali positive, con un voto medio di 7,10 su 10 basato su 57 critiche, mentre su Metacritic ha un punteggio di 64 su 100 basato su 19 recensioni.
Sull'aggregatore di recensioni Rotten Tomatoes la seconda stagione ottiene il 86% delle recensioni professionali positive, con un voto medio di 7,90 su 10 basato su 14 critiche, mentre su Metacritic ha un punteggio di 84 su 100 basato su 6 recensioni.